# Хартиган, Марк
Марк Хартиган (англ. Mark Hartigan; 15 октября 1977, Летбридж, Альберта) — канадский хоккеист, выступал на позиции центрального нападающего.

## Биография
В НХЛ играл за клубы «Атланта Трэшерз», «Коламбус Блю Джекетс», «Анахайм Дакс», «Детройт Рэд Уингз». В составе «Анахайма» и «Детройта» он выиграл по одному Кубку Стэнли в 2007 и 2008 годах. Впрочем, в обоих клубах он не имел стабильного места в составе и играл преимущественно в фарм-клубах (7 игр в победном сезоне за «Анахайм» из них 1 в плей-офф Кубка Стэнли, 27 — за «Детройт» из которых 4 в плей-офф Кубка Стэнли).
В АХЛ выступал за «Чикаго Вулвз», «Сиракьюз Кранч», «Портленд Пайретс», «Гранд-Рапидс Гриффинс».
В сезоне 2008/09 выступал за клуб КХЛ «Динамо» Рига. В сезоне 2009/10 Марк выступал за ЦСКА в КХЛ. В межсезонье вернулся в рижское «Динамо».